# Rozpakov
Rozpakov je zaniklý hrad u Úherčic v okrese Chrudim. Nachází se jeden kilometr jižně od vesnice na skalnaté ostrožně nad Cítkovským potokem v nadmořské výšce okolo 395 metrů. Dochovaly se z něj terénní pozůstatky opevnění a drobné fragmenty zdí.

## Historie
Hrad ve svých dílech zmínili Jaroslav Schaller a Johann Gottfried Sommer. August Sedláček ho mylně spojil s dějinami tvrze v Dolanech, která stávala o jeden kilometr dále na severovýchod. První a jediná písemná zmínka o hradu pochází z roku 1381. Tehdy zemřel jeho majitel Zdislav, a hrad tak připadl jako odúmrť králi Václavovi IV.

## Stavební podoba
Jednodílný hrad stál na konci ostrožny. Přístupnou západní stranu chránil široký šíjový příkop. V hradním jádře se dochovaly prohlubně, které jsou pozůstatky sklepů.